# Тедді-бої
Тедді-бої (від англ. Teddy — іграшковий, англ. boy — хлопчик, юнак, підліток чоловічої статі) (англ. Teddy Boys) — молодіжна субкультура, що існувала в 1954—1958 роках у Великій Британії і кілька разів переживала відродження в 1970-ті і 1990-ті.
У межах післявоєнного СРСР у них були наслідувачі, яких називали «стилягами».

## Історія
Термін «тедді-бої» з'явився в 1953 році для позначення молодих людей з робітничого класу, які прагнули наслідувати способи життя «золотої молоді» і одягатися за модою епохи Едуарда VII (звідси — «Тедді»).
Типовий вигляд тедді-боя включав «штани-дудочки», сюртук з подвійним коміром, краватка-метелик у стилі вестернів. Тедді-бої відрізнялися агресивною поведінкою, багато хто з них входили до місцевих хуліганських угруповань. У музиці спочатку переваги віддавалися американському блюзу, кантрі і свінгу, пізніше рок-н-ролу і скіфлу, який увібрав у себе стиль тедді-боїв.
До початку 60-х років субкультура тедді-боїв стала зникати, на заміну їм прийшли моди. Однак в середині 70-х років в Великій Британії субкультура тедді-боїв відродилася: з'явилися музичні колективи, які грали рокабілі (як то Crazy Cavan and the Rhythm Rockers), а в Лондоні існував відомий магазин «Too Fast To Live, Too Young To Die», що належить Вів'єн Вествуд і Малкольм Макларену. Це було останнім відродженням стилю, незважаючи на спроби його культивувати на початку 90-х років серед шанувальників бритпопу.

### Тедді-гьорл
«Тедді-гьорл» (англ. Teddy Girls) носили драпіровані куртки, спідниці олівцем, довгі джгутики, джинси, плоскі туфлі, спеціальні куртки з оксамитовими комірами, солом'яні капелюхи, камеї брошки, еспадрільї, капелюхи кулі та довгі елегантні сумки зчеплення. Пізніше вони прийняли з американської моди штанів toreador, об'ємні спідниці кола, і зачіски у вигляді кінського хвоста.
Вибір одягу Teddy Girls не був призначений виключно для естетичного ефекту; ці дівчата колективно відхиляли післявоєнну економію. Вони були молодими робітничими жінками з бідних районів Лондона. Як правило, вони залишали школу в 14—15 років і працювали на фабриках або в офісах. Teddy Girls витрачали більшу частину свого вільного часу на купівлю або виготовлення одягу різних торгових марок. Це був головоломний, вибагливий стиль з будинків моди, який запускав лінії одягу високої моди, нагадуючи епоху Едуарда VII.
У 2009 році фотосесія Ліз Хем під назвою Teddy Girls була опублікована компанією Oyster, а потім у «Monthly Australia» в 2010 році.